# San Giovanni in Fiore
San Giovanni in Fiore là một thị xã và comune  ở tỉnh Cosenza trong vùng Calabria miền nam nước Ý.
Đô thị San Giovanni in Fiore có diện tích 279 ki lô mét vuông, dân số thời điểm năm 2008 là 18.184 người.
Đô thị này có các đơn vị dân cư (frazioni) sau: Fantino, Lorica, Rovale, Serrisi, Acquafredda, Cagno, Ceraso, Germano, Palla Palla, Torre Garga.
Các đô thị giáp ranh:=Aprigliano, Bocchigliero, Caccuri (KR), Castelsilano (KR), Cerenzia (KR), Cotronei (KR), Longobucco, Pedace, Savelli (KR), Serra Pedace, Spezzano Piccolo, Taverna (CZ).